# Rock Cup 2022-2023
La Rock Cup 2022-2023 è stata la 69ª edizione della Coppa di Gibilterra, la decima riconosciuta dalla UEFA, iniziata il 16 gennaio 2023 e terminata il 27 aprile 2023, vinta dal FCB Magpies, che ha conquistato il trofeo per la prima volta nella sua storia.

## Primo turno
Partecipano a questo turno 7 squadre della National League e la squadra Hound Dogs per invito. Il sorteggio è stato effettuato il 12 dicembre 2022.
| Squadra 1        | Risultato | Squadra 2       |
| ---------------- | --------- | --------------- |
| 16 gennaio 2023  |           |                 |
| Lincoln Red Imps | 3 – 2     | Europa FC       |
| 16 gennaio 2023  |           |                 |
| Hound Dogs       | 1 – 7     | Lions Gibraltar |
| 18 gennaio 2023  |           |                 |
| Europa Point     | 0 – 1     | FCB Magpies     |
| 19 gennaio 2023  |           |                 |
| College 1975     | 0 – 3     | Mons Calpe      |

## Quarti di finale
Partecipano a questo turno le 4 squadre vincitrici il primo turno, le 3 squadre sorteggiate per prime (Glacis United, St Joseph's ed Lynx) e il Manchester 62, vincitrice del Challenge Group nella stagione precedente, che accede di diritto a questo turno.
| Squadra 1        | Risultato | Squadra 2   |
| ---------------- | --------- | ----------- |
| 18 febbraio 2023 |           |             |
| Lions Gibraltar  | 1 – 2     | FCB Magpies |
| Lincoln Red Imps | 5 – 0     | Lynx        |
| 19 febbraio 2023 |           |             |
| Manchester 62    | 0 – 2     | St Joseph's |
| Glacis United    | 0 – 1     | Mons Calpe  |

## Semifinali
| Squadra 1        | Risultato   | Squadra 2   |
| ---------------- | ----------- | ----------- |
| 4 aprile 2023    |             |             |
| Mons Calpe       | 0 – 1       | FCB Magpies |
| 5 aprile 2023    |             |             |
| Lincoln Red Imps | 2 – 1 (dts) | St Joseph's |

## Finale
| Arbitro: | Timothy Reoch |

|                                      |                      |                                |
| Bent 60’                             | Marcatori            | 31’ Yahaya                     |
| K. Casciaro Storer Bent Zúñiga Galán | Tiri di rigore 4 – 2 | E. Britto Lopes Valarino Gómez |

| FCB Magpies | Lincoln Red Imps |

| P             | 13 | Jaylan Hankins   |      |      |
| D             | 4  | Rubén Díaz       | 110’ | 112’ |
| D             | 6  | Olmo González    |      | 118’ |
| D             | 5  | Paco Zúñiga      | 40’  |      |
| D             | 23 | Joe              |      |      |
| C             | 14 | Scott Ballantine |      |      |
| C             | 19 | Dan Bent         |      |      |
| C             | 53 | Luke Bautista    |      |      |
| A             | 8  | Jamie Coombes    |      | 87’  |
| A             | 11 | Kyle Casciaro    |      |      |
| A             | 18 | Jack Storer      | 94’  |      |
| Sostituti:    |    |                  |      |      |
| P             | 1  | Matt Silva       |      |      |
| D             | 20 | Jack Horrocks    |      |      |
| C             | 7  | Jeremy Lopez     |      |      |
| C             | 21 | José Galán       |      | 87’  |
| C             | 33 | Alan Parker      |      | 118’ |
| A             | 31 | Julian Del Rio   |      | 112’ |
| A             | 39 | Pibe             |      |      |
| Allenatore:   |    |                  |      |      |
| Nathan Rooney |    |                  |      |      |

| P           | 23 | Dayle Coleing      |     |       |
| D           | 5  | Scott Wiseman      |     |       |
| D           | 21 | Nano               |     |       |
| D           | 6  | Bernardo Lopes     |     |       |
| D           | 24 | Jack Sergeant      |     | 106’  |
| C           | 17 | Marco Rosa         | 54’ | 78’   |
| C           | 20 | Mustapha Yahaya    | 65’ |       |
| C           | 22 | Graeme Torrilla    | 36’ | 102’  |
| A           | 11 | Juampe             |     | 90+4’ |
| A           | 19 | Juanfri            |     | 61’   |
| A           | 9  | Kike Gómez         |     |       |
| Sostituti:  |    |                    |     |       |
| P           | 1  | Nauzet Santana     |     |       |
| D           | 2  | Jesús Toscano      |     | 90+4’ |
| D           | 14 | Roy Chipolina      |     | 102’  |
| D           | 66 | Ethan Britto       | 65’ | 61’   |
| C           | 8  | Julian Valarino    |     | 78’   |
| C           | 77 | Kyle Clinton       |     | 106’  |
| A           | 31 | Jonathan Sciortino |     |       |
| Allenatore: |    |                    |     |       |
| Javi Muñoz  |    |                    |     |       |